# Georgia Coleman
Pour les articles homonymes, voir Coleman.
Georgia V. Coleman, née le 23 janvier 1912 à Saint Maries et morte le 14 septembre 1940 à Los Angeles, est une plongeuse américaine.

## Carrière
Elle dispute les épreuves de plongeon aux Jeux olympiques d'été de 1928 à Amsterdam, terminant médaillée de bronze en tremplin et médaillée d'argent en plateforme. Elle remporte aux Jeux olympiques d'été de 1932 à Los Angeles la médaille d'or en tremplin et la médaille d'argent en plateforme.
Elle meurt d'une pneumonie, des suites d'une poliomyélite contractée en 1937, à l'âge de 28 ans.
Elle intègre l'International Swimming Hall of Fame à titre posthume en 1966.